# AntiCast
AntiCast foi um podcast brasileiro fundado por Ivan Mizanzuk em 2011. Inicialmente fundado como um podcast sobre design, expandiu sua cobertura de temas para assuntos sociais, políticos e culturais. Até sua suspensão, em setembro de 2022, era formado por Marcos Beccari, Zamiliano, Rafael Ancara e Giselle Camargo.

## História
O AntiCast foi lançado em fevereiro de 2011. Seu projeto original era focado em tratar sobre "design, comunicação e cultura" e, mais tarde, acabou se tornando uma produção sobre temas gerais de sociedade e cultura. Com a notoriedade do podcast, a equipe acabou produzindo outros podcasts notórios, com destaque para o Projeto Humanos.
AntiCast já fez parte de diferentes produtoras de podcasts. No passado, fez parte do B9 e, hoje, é da Half Deaf.
Em janeiro de 2021, o fundador Ivan Mizanzuk anunciou sua saída do podcast para se dedicar exclusivamente ao podcast Projeto Humanos em parceria com a Globoplay. Em seu lugar, o podcast passou a ser apresentado definitivamente por Giselle Camargo. No epísódio "Hasta Luego", de número 523, lançado em 1º de setembro de 2022, Giselle anunciou que a realização do programa seria suspensa indefinidamente.

## Desempenho
Em seus primeiros anos, AntiCast esteve frequentemente entre os podcasts de maior audiência no Brasil. O podcast estreou na parada de Top Podcasts da Apple Podcasts em agosto de 2014, alcançando o topo das paradas em 4 de setembro de 2015, dia seguinte em que foi lançado o episódio "198 – O Machismo (e outras coisas) no Mundo Nerd". Até meados de 2018, o podcast apareceu frequentemente no Top 20 de podcasts brasileiros na Apple. Neste mesmo ano, o podcast estreou como parte da produtora Half Deaf. O pico alcançado pelo podcast, neste período, foi a posição #3, em 4 de novembro de 2018. Nos anos seguintes, o podcast começou a cair nas paradas, saindo e entrando várias vezes.

## Controvérsias
Em 2015, o AntiCast lançou o episódio "Machismo no Mundo Nerd", relacionado a tensões entre o Nerdcast, um dos maiores podcasts do Brasil e Laura Buu, do blog Pink Vader. O episódio obteve significativa notoriedade, mas também recebeu críticas.